# Ferdinand Milanovich
Ferdinand Milanovich (* 5. August 1946 in Wien) ist ein ehemaliger österreichischer Fußballspieler und -trainer.

## Spielerkarriere

### Vereine
Milanovich begann im Alter von sieben Jahren bei der SV Donau Wien mit dem Vereinsfußball und spielte im weiteren Verlauf, zuletzt 1965, für diese in der vierten Spielklasse. In der Saison 1965/66, seiner zweiten im Seniorenbereich, schnitt sein Verein als Zweiter in der drittklassigen Wiener Liga als Neuling erstaunlich gut ab. Für den Verein debütierte er auch im ÖFB-Pokal-Wettbewerb, als er mit ihm in der 1. Runde am 21. August 1966 mit 0:2 beim Wiener AC unterlag.
Zur Saison 1968/69 vom Aufsteiger in die Nationalliga, SC Wacker Wien, verpflichtet, spielte er für diesen nur eine Saison lang in dieser und bestritt 22 Punkt- und zwei Pokalspiele.
Danach spielte er bis zum Ende seiner Spielerkarriere am Saisonende 1976/77 acht Jahre lang für den SK VÖEST Linz, die letzten drei in der neu geschaffenen Bundesliga. Mit Platz 3 am Saisonende 1971/72 qualifizierte er sich mit seiner Mannschaft für die Teilnahme am Wettbewerb um den UEFA-Cup. Bei seiner Premiere in der 1. Runde kam er am 13. und 27. September 1972 gegen Dynamo Dresden zum Einsatz; das 2:2-Unentschieden im Rückspiel reichte nach der 0:2-Niederlage im Hinspiel nicht fürs Weiterkommen. Mit einem Punkt Vorsprung auf den SSW Innsbruck gewann er mit seiner Mannschaft am Saisonende 1973/74 zum ersten Mal die Österreichische Meisterschaft. Die Premierenteilnahme am Wettbewerb um den seinerzeitigen Europapokal der Landesmeister wurde bereits in der 1. Runde getrübt; hatte man im Heimspiel dem FC Barcelona noch ein Remis abtrotzen können, so verlor man im Rückspiel deutlich mit 0:5. Mit dem zweiten Platz am Saisonende 1974/75 war er mit seiner Mannschaft im UEFA-Cup-Wettbewerb Vasas Budapest trotz 2:0-Sieg im Hinspiel mit 0:4 im Rückspiel in der 1. Runde unterlegen.
Für den Linzer Verein bestritt er in acht Jahren 196 Punktspiele (140 in der Nationalliga, 56 in der Bundesliga) und erzielte 20 Tore (16 und 4), sowie 19 nationale und sechs internationale Pokalspiele. Fünf Jahre in Folge nahm er am Wettbewerb um den Intertoto Cup teil, bestritt 19 Spiele, in denen er zwei Tore erzielte und gewann 1972 gemeinsam mit sieben und 1975 mit zehn anderen Gruppensiegern den Titel.

### Nationalmannschaft
Milanovich kam 1967 für die Amateurnationalmannschaft im Wettbewerb um den UEFA Amateur Cup zum Einsatz, an dessen Ende der Pokalgewinn stand. Am 18. Juni gehörte er der Finalmannschaft an, die in Palma mit 2:1 über die Amateurnationalmannschaft Schottlands gewann.

### Erfolge
- Europameister der Amateure 1967
- Österreichischer Meister 1974
- Intertoto Cup-Sieger 1972, 1975

## Trainerkarriere
Für seinen letzten Verein als Spieler (seit 1978 nunmehr SK VOEST Linz) übernahm er nach einjähriger Pause vom Fußball seine erste Trainertätigkeit wahr; sie dauerte zunächst vom 1. Juli 1978 bis zum 30. Oktober 1979. Seine zweite Trainertätigkeit dauerte vom 14. April 1982 bis zum Saisonende 1982/83. Vom 13. März 1985 bis zum Saisonende 1986/87 trainierte er die Mannschaft ein drittes Mal. Ein viertes Mal war er vom 24. April bis zum 30. Juni 1990 für den seit 1988 in der 2. Liga spielenden Verein als Interimstrainer tätig.
Vom 31. August 1991 bis zum 30. Juni 1992 konnte er als Trainer der Union Vöcklamarkt den Abstieg aus der drittklassigen Landesliga Oberösterreich in die 2. Landesliga nicht verhindern.
Von September 1995 bis November 1996 trainierte er zuletzt den Linzer Stadtteilverein ASKÖ Donau Linz in der viertklassigen Oberösterreich-Liga.